# Jacob Badon Ghijben
Jacob Badon Ghijben (Arnhem, 30 juni 1798 - Breda, 31 januari 1870) was een Nederlands hoogleraar in de wiskunde aan de Koninklijke Militaire Academie en lid van de Koninklijke Nederlandse Akademie van Wetenschappen.

## Opleiding
Badon Ghijben volgde lessen aan het Instituut van Van Wijk Roelantszoon en werd hierna aangesteld op het belastingkantoor van zijn vader te Zutphen.

## Loopbaan
Badon Ghijben werd in 1819 bij beschikking van de gouverneur van Gelderland gekwalificeerd tot tekening der belastingstukken, waarna hij (zeven jaar later) bij koninklijk besluit benoemd werd tot surnumerair bij de belastingen. Hij ging lessen volgen aan het door een afdeling van het department van de Maatschappij tot Nut van 't Algemeen opgerichte wis- en aardrijkskundig instituut van onder meer kapitein der artillerie van Woestenberg en van H.P. Kretschmer. Toen Kretschmer in 1827 overleed, werd Badon Ghijben uitgenodigd zijn lessen bij het wis- en aardrijkskundig instituut, maar ook bij de Latijnse school tijdelijk waar te nemen. Hij werd in 1828 benoemd tot leraar tweede klasse bij de toen net opgerichte Militaire Academie te Breda, waar hem al snel ook het onderwijs werd toevertrouwd aan cadetten van hogere studiejaren. Door de Belgische Opstand werd Breda in staat van beleg gesteld, werd de Militaire Academie gesloten en het onderwijs overgebracht naar een dependance van het Marine-Instituut in Medemblik. Badon Ghijben was hier als leraar verbonden van februari 1832 tot augustus 1836. In november werd de Militaire Academie hersteld en werd hij als leraar eerste klasse aangesteld. Hij schreef nu een reeks van compendia, waarin de beginselen der stelkunst, der meetkunst, der hogere meetkunst, der differentiaal- en integraalrekening en der beschrijvende meetkunde werden gegeven. 
Badon Ghijben verkreeg in 1841 bij aanschrijving van het Ministerie van Oorlog en een betuiging van hoge tevredenheid van de koning de titel van lector, zonder bezwaar van de schatkist. Hij werd ook tot ridder in de Orde van de Nederlandse Leeuw benoemd, werd in 1855 tot hoogleraar benoemd en kreeg in 1860, mede als gevolg van zijn toenemende doofheid, eervol ontslag. Hij was secretaris van het Wiskundig Genootschap en lid van de Koninklijke Nederlandse Akademie van Wetenschappen.